# さよならのかわりに
「さよならのかわりに」は、スパークリング☆ポイントの9枚目のシングル。2007年3月7日にGIZA studioから発売された。

## 概要
- 梓が高校を卒業する時期が来る事になり、春の別れをテーマにして、本名の「満梓」名義で初めて作曲を手がけ、メインボーカルをとった作品。また、プロモーションビデオでは、梓がピアノを弾いている。
- 亜衣里と明日香のソロパートがかなり少なく、梓のソロ曲に近いパート割である。
- カップリングには明日香と亜衣里がそれぞれ作詞&メインボーカルをとった2曲を収録。

## 収録曲
1. さよならのかわりに [5:12]
作詞・作曲：満梓、編曲：池田大介
  - FNS九州8局同時ネット「第21回 福岡国際クロスカントリー」エンディングテーマ
2. ずっと離れないで [4:44]
作詞：アスカ、作曲：須藤智之、編曲：新井健史（vin-PRAD）
3. ハイビスカス [5:02]
作詞：airi、作曲:今井宏、編曲:NAKEDGRUN
4. さよならのかわりに（Instrumental）

## 収録アルバム
| 曲名               | 収録アルバム     | 発売日       | 備考                    |
| ------------------ | ---------------- | ------------ | ----------------------- |
| さよならのかわりに | 『サンキュー!!』 | 2007年7月4日 | 3rdオリジナルアルアバム |
| ハイビスカス       | 『サンキュー!!』 | 2007年7月4日 | 3rdオリジナルアルアバム |